# Croton hoffmannii
Espèce
Croton hoffmannii est une espèce de plantes à fleurs du genre Croton et de la famille des Euphorbiaceae présente du sud-est du Mexique jusqu'au Costa Rica.
Il a pour synonymes :
- Croton hoffmannii var. incanus, Müll.Arg., 1865
- Croton hoffmannii var. viridis, Müll.Arg., 1865
- Croton turrialva, (Kuntze) Kuntze ex T.Durand & B.D.Jacks, 1891
- Oxydectes hoffmannii, (Müll.Arg.) Kuntze
- Oxydectes turrialva, Kuntze